# Antiohijska patrijarhija
Antiohijska patrijarhija (arap. بطريركيّة أنطاكية وسائر المشرق للرّوم الأرثوذكس : "Grčka pravoslavna patrijarhija u Antiohiji i na Levantu") lokalna je i autokefalna pravoslavna crkva. Nalazi se na trećem mjestu u diptihu.
U pravoslavnoj crkvi zauzima treće mjesto, odmah iza Carigradske i Aleksandrijske patrijarhije. Antiohijski patrijarhat smatra se jednim od četiri stara patrijarhata Ekumenske crkve. Prema predaji, osnovali su ga apostoli Petar i Pavao oko 37. godine u Antiohiji. Godine 451. dobila je status patrijarhije.
Mnogi crkveni velikani potječu iz antiohijske crkve: sv. Ivan Zlatousti, rođen u Antiohiji, sv. Ivan Damaščanin, Ilarion, utemeljitelj monaštva u Palestini, i mnogi drugi.
Nadležnost Antiohijske patrijaršije uključuje: Siriju, Libanon, Irak, Kuvajt te brojne eparhije u Europi, Americi i Australiji.
Potpuni povijesni naslov poglavara Antiohijske crkve glasi: "Njegovo blaženstvo patrijarh Velike Antiohije, Sirije, Cilicije, Mezopotamije i čitavog Istoka".

## Povijest
Antiohijska patrijarhija (grč. Πατριαρχείο Αντιοχείας) nalazila se u gradu Antiohiji na rijeci Oronto u današnjoj Turskoj. U Rimskom Carstvu ovaj je grad bio jedan od najvećih i najvažnijih na istoku. Kršćanstvo je ovdje bilo prisutno vrlo rano. Jedan od sedam đakona jeruzalemske crkve bio je Nikola Antiohijski. U ovom su gradu prvi put oni koji su vjerovali u Gospodina Isusa Krista nazvani kršćanima (Djela apostolska 11,26). Zbog svog zemljopisnog položaja, kao i velikog broja kršćana, Antiohija je postala misionarsko središte. Odavde je sveti Pavao sa svojim suradnicima i učenicima krenuo na svoja tri misionarska putovanja. Kršćanstvo se iz ovog grada proširilo u 1. stoljeću diljem Male Azije i Bliskog istoka, zatim na Balkanskom poluotoku i u južnoj Italiji. U Antiohiji su bili poznati biskupi i ranokršćanski književnici poput: sv. Ignacija Antiohijskoga (oko 110. godine), sv. Teofila (185. godine) i biskupa Serapiona (212. godine).

## Organizacija
Sjedište joj je u Damasku u Siriji. Svetu sinodu ove Crkve čine svi njezini metropoliti. Biskupska sjedišta su sljedeći gradovi: Damask, Pariz, Sydney, Alep, Basra, Homs, Hama, Laodiceja, Arkadija, Tir, Zahle, Tripoli i Bejrut, a u Turskoj - Amida (Diyarbakır), Theodosiopolis (Erzurum) i Tarz. U Americi postoje biskupi u ovim gradovoma: Sao Paulo, Englewood, Buenos Aires, Mexico City, Santiago de Chile, New York. Teološki fakultet radi u manastiru Balamand, a Bogoslovno sjemenište u Tripoliju u Libiji.